# Szilágyi János (tanár)
Szilágyi János (Szeged, 1929. április 6. – Barcs, 2000. december 15.) tanár, népművelő, múzeumigazgató

## Élete
Szülei Szilágyi Mózes szegedi cipész mester és Adányi Erzsébet voltak. 1947-ben a szegedi Piarista Gimnáziumban érettségizett, majd a Pedagógiai Főiskolán magyar-történelem szakos tanítói képesítést, a József Attila Tudományegyetemen pedig magyar nyelv és irodalom szakos középiskolai tanári diplomát szerzett. Pályafutását pedagógusként kezdte, majd Kisteleken a művelődési ház vezetőjévé nevezték ki. Az 1970-es években Somogy megyébe költözött, ahol előbb Kaposváron közművelődési felügyelő, majd Barcson a művelődési ház vezetője lett. A Dráva Múzeum egyik alapítója és első igazgatója volt.

## Szakmai tevékenysége
Pedagógusi és közművelődési pályafutása Barcson teljesedett ki. 1977-től irányította a Dráva menti kisvárosban és a somogyi Dráva mente falvaiban a néprajzi, helytörténeti és régészeti emlékek gyűjtését. Elévülhetetlen érdemei vannak a barcsi Honismereti Kör gyűjteményének célirányos és szisztematikus tovább gyarapításában és múzeumi gyűjteménnyé formálásában, melyet a megyei múzeummal együttműködve valósított meg. Gyűjtő- és rendszerező munkája révén a barcsi gyűjtemény 1979-re múzeummá nőtte ki magát. A Dráva Múzeum alapítása, szervezése és irányítása mellett a népművelés és az amatőr színjátszás területén is kiemelkedő munkát végzett.

## Elismerései
- 2010 "A köz művelődése érdekében kifejtett életművéért" a Magyar Kultúra Lovagja posztumusz elismerés[1]

## További  információk
- Emlékest Szilágyi János emlékére - szegedma.hu Archiválva 2013. június 15-i dátummal a Wayback Machine-ben